# Apache Portable Runtime
L'Apache Portable Runtime (APR) és una biblioteca de suport per al Servidor HTTP Apache. Proveeix un conjunt d'APIs que comuniquen amb el sistema operatiu subjacent. Allà on el sistema operatiu no suporta una funció particular, APR proveirà un substitut. D'aquesta forma, l'APR pot ser utilitzat per a fer un programa realment portable entre plataformes.
L'APR va ser originalment part del servidor Apache, però a partir de la versió 2.0 d'aquest es va separar en un projecte diferent de l'Apache Software Foundation, i ara és utilitzat per altres aplicacions per a assolir independència de la plataforma.
El ventall de funcionalitats independents de la plataforma ofert per APR inclou:
- Memory allocation i memory pool
- Operacions atòmiques
- Gestió dinpamica de biblioteques
- Entrada i sortida de fitxers
- Command argument parsing
- Locking
- Taules de hash i arrays
- Funcionalitat Mmap
- Sockets de xarxa i protocols
- Thread, process and mutex functionality
- Funcionalitat de memòria compartida
- Funcions de temps
- Serveis d'autenticació d'usuari i de grup

## Instal·lació
Es pot trobar un tutorial molt senzill que explica com compilar i instal·lar Apache Runtime Environment a Ubuntu Arxivat 2008-02-07 a Wayback Machine..

## Projectes similars
- Glib ofereix una funcionalitat similar. Suporta moltes estructures de dades més i funcions independents del sistema operatiu, però menys funcions de comunicació entre processos (no s'ofereix bloqueig local i global, càrrega dinàmica, o gestió de memòria compartida).
- NSPR és una biblioteca d'abstracció multiplataforma utilitzada pel projecte Mozilla. Es fa servir en un altre subprojecte de Mozilla, XPFE, per a oferir funcionalitats d'interfície gràfica d'usuari multiplataforma.
- Adaptative Communication Environment (ACE) és una biblioteca orientada a objectes escrita en C++ amb funcionalitat similar a APR. El seu ús s'ha estès àmpliament en productes comercials.
- WxWidgets és una biblioteca GUI que també ofereix classes d'abstracció per a comunicació amb bases de dades, comunicació entre processos i funcionalitats de xarxa.
- Qt és un entorn de desenvolupament d'aplicacions multiplataforma amb funcions similars i també pot ser utilitzat per a desenvolupament GUI.
- SDL és una biblioteca d'abstracció per a aplicacions multimèdia i videojocs que ofereix funcionalitats com ara gràfics 2D, temporitzadors, so, joystick i accés a CD-ROM.